# Dicranodontium porodictyon
Dicranodontium porodictyon là một loài Rêu trong họ Dicranaceae. Loài này được Cardot & Thér. mô tả khoa học đầu tiên năm 1911.